# Ægte våger
Buteo (ægte våger) er en slægt af fugle i høgefamilien med omkring 30 arter, der tilsammen er udbredt over næsten hele verden bortset fra Australien og Antarktis.
Arterne i slægten Buteo er middelstore rovfugle. De har brede vinger og en kort hale, der er lige afskåret eller afrundet. De fanger deres bytte på jorden.

## Arter
- Høgevåge, Buteo plagiatus
- Sydlig høgevåge, Buteo nitidus
- Rødskuldret musvåge, Buteo lineatus
- Hispaniolavåge, Buteo ridgwayi
- Bredvinget våge, Buteo platypterus
- Hvidstrubet våge, Buteo albigula
- Korthalet musvåge, Buteo brachyurus
- Hawaiivåge, Buteo solitarius
- Prærievåge, Buteo swainsoni
- Galapagosvåge, Buteo galapagoensis
- Båndhalet våge, Buteo albonotatus
- Rødhalet våge, Buteo jamaicensis
- Patagonsk våge, Buteo ventralis
- Kongevåge, Buteo regalis
- Fjeldvåge, Buteo lagopus
- Højlandsvåge, Buteo hemilasius
- Japansk musvåge, Buteo japonicus
- Himalayan Buzzard (engelsk), Buteo burmanicus [2]
- Ørnevåge, Buteo rufinus
- Cape Verde Buzzard (engelsk), Buteo bannermani [2]
- Socotra Buzzard (engelsk), Buteo socotraensis [2]
- Musvåge, Buteo buteo
- Kapvåge, Buteo trizonatus
- Bjergvåge, Buteo oreophilus
- Somalivåge, Buteo archeri
- Afrikansk savannevåge, Buteo auguralis
- Madagaskarvåge, Buteo brachypterus
- Augurvåge, Buteo augur
- Sjakalvåge, Buteo rufofuscus

## Galleri
- Rødhalet våge i fangenskab